# Ollagüe
Ollagüe (pronúncia espanhola: [oˈʝaɣwe]) é uma comuna da província de El Loa, localizada na Região de Antofagasta, Chile. Possui uma área de 2.963,9 km² e uma população de 321 habitantes (2017), sendo a comuna menos povoado do norte do país.
Ollagüe também é o nome de um vulcão dessa mesma região (21° 18′ 27″ S, 68° 10′ 46″ O) localizado ao sul do deserto de Chiguana, próximo a fronteira com a Bolívia. O pico do vulcão encontra-se a 5865 metros do nível do mar.